# Alzou (Ouysse)
Der Alzou ist ein etwa 31 km langer Fluss im Département Lot in der Region Okzitanien in Frankreich.

## Verlauf
Der Alzou entspringt im Gemeindegebiet von Mayrinhac-Lentour und entwässert generell Richtung West bis Südwest durch den Regionalen Naturpark Causses du Quercy. Unterhalb von Gramat erreicht er das Karstgebiet der Causse de Gramat und versickert dort je nach Wasserführung teilweise in den Untergrund. Er passiert die Steilklippe von Rocamadour in Form eines Trockentales und mündet nach insgesamt rund 31 km im Gemeindegebiet von Calès als rechter Nebenfluss in die Ouysse.

## Orte am Fluss
- Lavergne
- Gramat
- Rocamadour

## Sehenswürdigkeiten
Teile des Tales sind als Natura 2000-Schutzgebiet unter der Nummer FR7300902 registriert.